# مریه‌نو

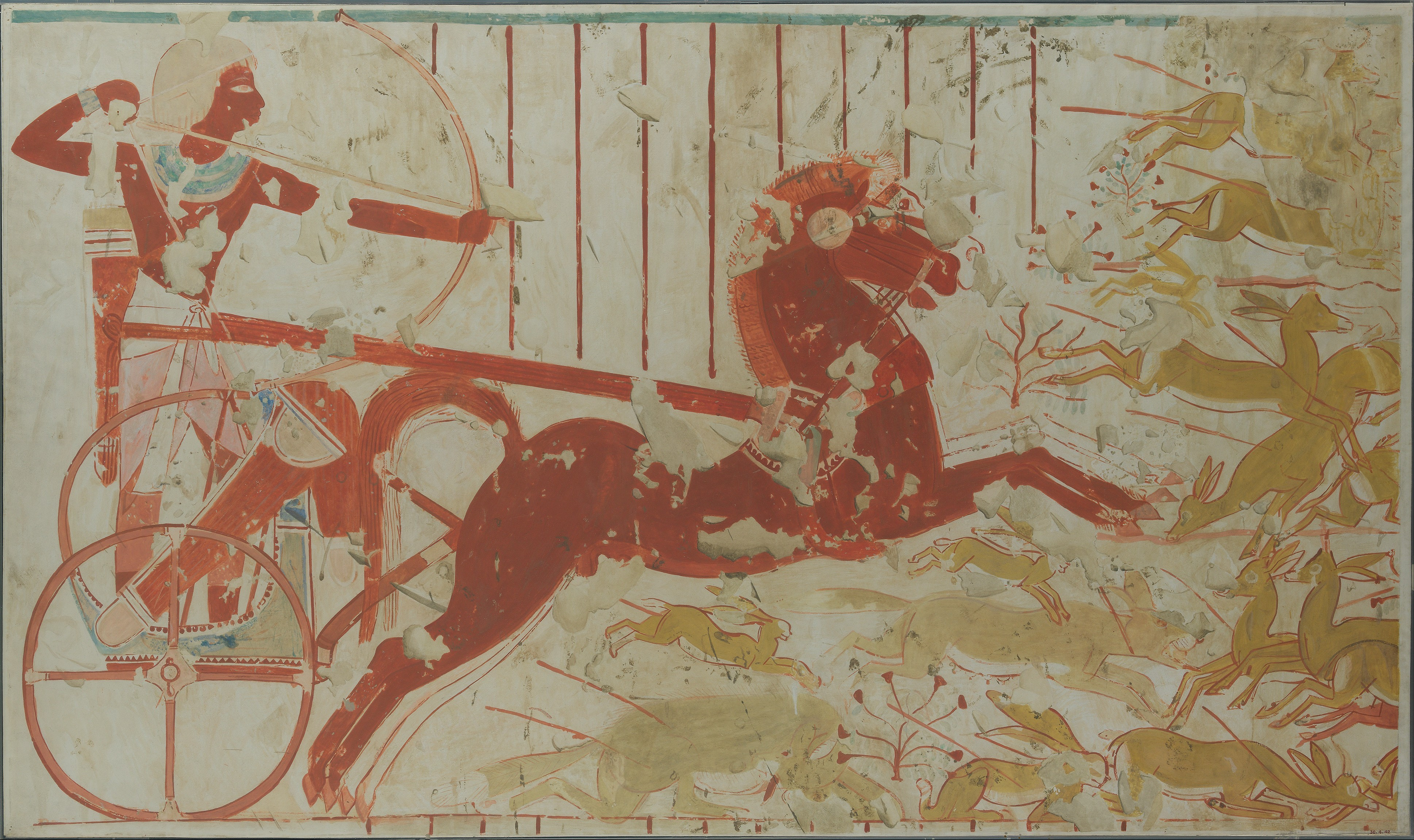
احتمالاً یکی از مریه‌نوها، از آرامگاه اوسرهات

مریه‌نو (انگلیسی: Maryannu) طبقه‌ای از نجیب‌زادگان جنگجو و ارابه‌سوار موروثی بودند که در بسیاری از جوامع خاور نزدیک باستان در دوران عصر برنز وجود داشتند. واژهٔ Maryannu واژه‌ای هوری‌شده از ریشهٔ هندوآریایی کهن است که با افزودن پسوند هوریِ «-nni» به ریشهٔ هندوآریاییِ «márya» ساخته شده است؛ «márya» به معنای «مرد (جوان)» یا «جنگجوی جوان» است. زبان‌شناس مارتین ال. وست پیشنهاد کرده است که نام مریونس، یکی از شخصیت‌های حماسه‌های هومری، «همانند» واژهٔ maryannu است. بنابراین، Mērionēs می‌تواند شکل یونانی هومری این واژه باشد که در شعر پیشا-میسنی به شکل Mārionās بازتاب یافته است.
این اصطلاح در نامه‌های عمارنه که به‌دست هاپی نوشته شده‌اند، نیز آمده است. بیشتر مریه‌نوها نام‌های سامی و هوری داشتند.